# Республиканская детская библиотека имени Д. Х. Мамсурова
Республика́нская де́тская библиоте́ка имени Д. Х. Ма́мсурова — государственная библиотека Республики Северная Осетия — Алания, научно-методический центр в сфере детской литературы, педагогики, психологии и социологии. Открыта в 1967 году.
Комплекс зданий расположен в центре Владикавказа, на улице Ленина, д. 2.
Библиотека названа в честь известного осетинского поэта, прозаика и переводчика Дабе Хабиевича Мамсурова (1909—1966).

## История
Библиотека открылась в июле 1967 года. Первым её директором стала Т. А. Цомаева.
К моменту открытия фонд библиотеки составлял 151 560 единиц хранения.
В 1969 году библиотеке выделили особняк по ул. Тамаева, 32.
С 1970-х годов в библиотеке существует программа творческого развития библиотекаря, где библиотекари повышают свою квалификацию после окончания вуза. На протяжении долгих лет библиотека была местом прохождения практики студентов Краснодарского государственного института культуры.
Библиотека неоднократно была представлена на ВДНХ СССР.
В 1985 году для библиотеки было отстроено новое просторное здание, расположенное в самом центре Владикавказа, образующее вместе с Дворцом пионеров и школой № 5 города единый комплекс зданий детских учреждений (архитектор — Анатолий Исаакович Бтемиров).
С 1999 года библиотеку возглавляет Лиана Александровна Макиева.

## Структура
- Отдел книгохранения
- Отдел комплектования и обработки
- Библиографический отдел
- Методический отдел
- Отдел искусств
- Отдел периодики
- Отдел редкой книги
- Естественно-научный отдел
- Отдел краеведения
  - Подотдел иностранной литературы
- Отдел обслуживания дошкольников и младших школьников
- Отдел обслуживания учащихся 5—9 классов (абонемент, читальный зал)
- Отдел руководства детским чтением

## Достижения
- 1 место в экологическом конкурсе среди библиотек России — за программу «В добрый путь — тропою знаний» (автор — главный библиотекарь Е. Е. Уварова)
- В 2014 году библиотека получила грант президента Российской Федерации за разработку проекта «Путешествие по лермонтовским местам» к 200-летию со дня рождения М. Ю. Лермонтова.[3]

## Директоры
- 1967—1999: Т. А. Цомаева
- 1999—н. в.: Л. А. Макиева